# Национален преглед на ученическите духови оркестри и мажоретни състави „Димитър Пеев“
Националният преглед на ученическите духови оркестри и мажоретни състави „Димитър Пеев“ е конкурсен фестивал, провеждащ се в град Вършец.
Фестивалът са провежда за първи път през 1989 г. След двадесетгодишно отсъствие в културния календар на Вършец е възстановен през 2009 г. по инициатива на маестро Димитър Пеев. В неговата творческа кариера маестрото се явява ръководител на градския духов оркестър и е създател на духовия оркестър при средното училище „Иван Вазов“ в града, наречен „Дефилир“. Концертната програма се провежда на откритата естрада пред Народно читалище „Христо Ботев – 1900“. Димитър Пеев е диригент на оркестъра на домакините „Дефилир“ при Средно училище „Иван Вазов“ във Вършец. След смъртта на маестрото през 2016 г. това задължение е поето от неговия син Николай Пеев. На десетото издание на конкурса през 2017 г. за първи път е връчена новоучредената награда от Съюза на музикалните и танцови дейци на призьорите от Духовия орекестър „Дефилир“ при Средно училище „Иван Вазов“ от Вършец.
| Духов оркестър при ОУ „Патриарх Евтимий“                                   | Новачене       | ІХ Национален преглед | 2016 |
| Литаковски духов оркестър при НЧ „Светлина 1900“                           | Литаково       | ІХ Национален преглед | 2016 |
| Общински детско-юношески духов оркестър                                    | Долни чифлик   | ІХ Национален преглед | 2016 |
| Ученически духов оркестър при СУ „Любен Каравелов“                         | Копривщица     | ІХ Национален преглед | 2016 |
| Ученически духов оркестър и мажоретен състав при СУ „Емилиян Станев“       | Велико Търново | ІХ Национален преглед | 2016 |
| Представителен общински младежки духов оркестър с мажоретки                | Троян          | ІХ Национален преглед | 2016 |
| Ученически духов оркестър „Иван Бърдаров“ при СУ „Св. Св. Кирил и Методий“ | Брегово        | ІХ Национален преглед | 2016 |
| Младежки духов оркестър „Берковица“ при НЧ „Иван Вазов 1872“ и ІІ СУ       | Берковица      | ІХ Национален преглед | 2016 |

| Духов оркестър при музикално училище „Любомир Пипков“ | София          | XIV Национален преглед | 2023 |
| Духов оркестър при Първа езикова гимназия             | София          | XIV Национален преглед | 2023 |
| Духов оркестър „Дефилир“ при СУ „Иван Вазов“          | Вършец         | XIV Национален преглед | 2023 |
| Духов оркестър „Джуниър Бенд“ от СУ „Емилиян Станев“  | Велико Търново | XIV Национален преглед | 2023 |
| Духов оркестър при СУ „Иван Вазов“                    | Плевен         | XIV Национален преглед | 2023 |